# Президентські вибори в Румунії (1990)

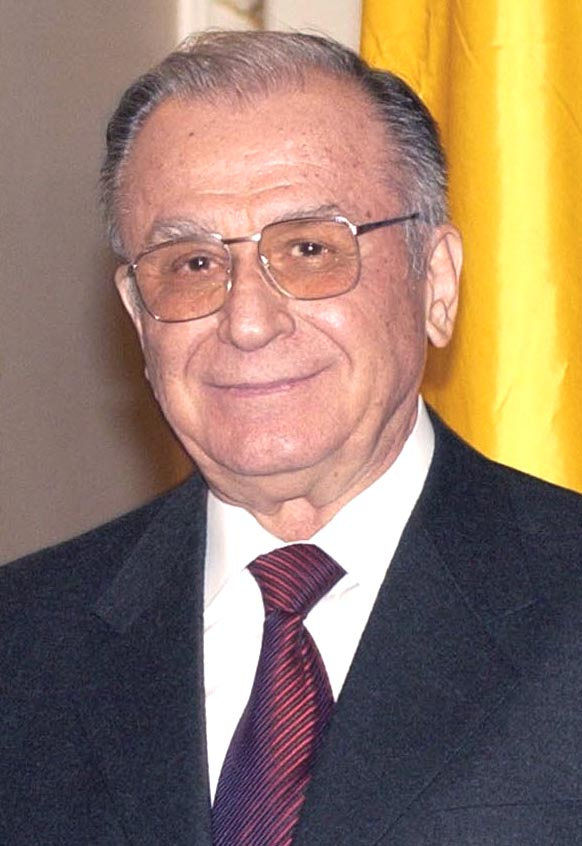
Переможець виборів Йон Ілієску

Президентські вибори 1990 року в Румунії відбулися 20 травня 1990 року. Вони стали першими вибори, проведеними після повалення комуністичного режиму в ході Румунської революції 1989 року, а також першими вільними президентськими виборами. Це також перші вільні вибори в країні після Румунських загальних виборів 1937 року.

ставши першими виборами після повалення Ніколає Чаушеску і створення Фронту національного порятунку, який взяв владу в свої руки. Президент обирався на 2 роки.
В результаті виборів голова Фронту національного порятунку, перетвореного після виборів в політичну партію, Йон Ілієску був обраний Президентом Румунії з величезним відривом, отримавши більше 85 % голосів вже в першому турі. Його основний суперник, лідер відновленої Національної ліберальної партії, що мала велику вагу до приходу до влади  комуністів в 1947 році у Раду Кимпяну, набрав трохи більше 10 %.

## Результати виборів
| Кандидат     | Політична партія                                       | Голосів    | %       |
| ------------ | ------------------------------------------------------ | ---------- | ------- |
| Йон Ілієску  | Фронт національного порятунку                          | 12 232 498 | 85,07 % |
| Раду Кимпяну | Національна ліберальна партія                          | 1 529 188  | 10,64 % |
| Йон Раціу    | Націонал-церенистська християнсько-демократична партія | 617 007    | 4,29 %  |

Явка на выборах составила 86,19 % избирателей.

Йон Ілієску
Раду Кимпяну
Йон Раціу